# D.C. 다카포 4
D.C. 다카포 4(일본어: ～ダ・カーポ4～, Da Capo 4)는 마이크로소프트 윈도우용으로 2019년 5월 31일, 닌텐도 스위치와 플레이스테이션 4용으로 2019년 12월 19일 출시되고 CIRCUS가 개발한 일본의 비주얼 노벨이다. Da Capo 4 Fortunate Departures라는 스핀오프 작품이 있으며 2021년 2월 26일 윈도우용으로 출시되었고 닌텐도 스위치와 플레이스테이션 4용으로 2022년 10월 27일 출시되었다. 두 게임 모두 각각 Da Capo 4 Plus Harmony와 Da Capo 4 Sweet Harmony로 불리는 에로게 버전이 있으며 윈도우용으로 2021년 8월 27일과 2022년 4월 28일에 출시되었다. D.C. 다카포 4는 다카포 시리즈 중 4번째 주요 설치 작품으로, D.C. 다카포, D.C. 다카포 II, D.C. 다카포 III의 뒤를 잇는다. 이 게임은 2018년 9월 23일에 처음 발표되었으며 전작과 비교해 '카가미섬'이라는 다른 장소를 배경으로 한다.